# مانداب شور

مرداب شور در هنگام: فروکشند، فراکشند و مهکشند یا مد بهاری

مانداب شور (شورمانداب)، مانداب نمکی یا شورمرداب (به انگلیسی: Salt marsh) نیز نامیده می‌شود، یک اکوسیستم ساحلی در بالای قلمرو کشندی ساحلی بین زمین ساحل و آب دریای باز یا آب لب شور است. پدیدهٔ جزر و مد این مانداب‌ها را به گونهٔ منظم و پی‌درپی دست‌خوش آب‌گرفتگی و تخلیهٔ آب می‌کند. این است که این گونه مانداب‌ها را غرفه‌های متراکمی ازگیاهان شورپسندی مانند درختچه‌ها، علف‌ها و بوته‌ها پوشانده‌اند. این گیاهان که در اصل خود گیاهانی زمینی هستند در به دام انداختن رسوبات، در رابطه با پایداری پابرجایی مانداب شور، نقش اصلی را دارند. باتلاق‌های نمکی نقش بزرگی را در چرخه یا وب غذایی آبزیان و تحویل مواد مغذی به آب‌های ساحلی بازی می‌کنند. آن‌ها از جانوران زمینی نیز حمایت کرده و با توانایی‌های خود در حفاظت از ساحل در ماندگاری اکوسیستم ساحلی هم نقشی اساسی دارند.

## دانستنی‌های کلی

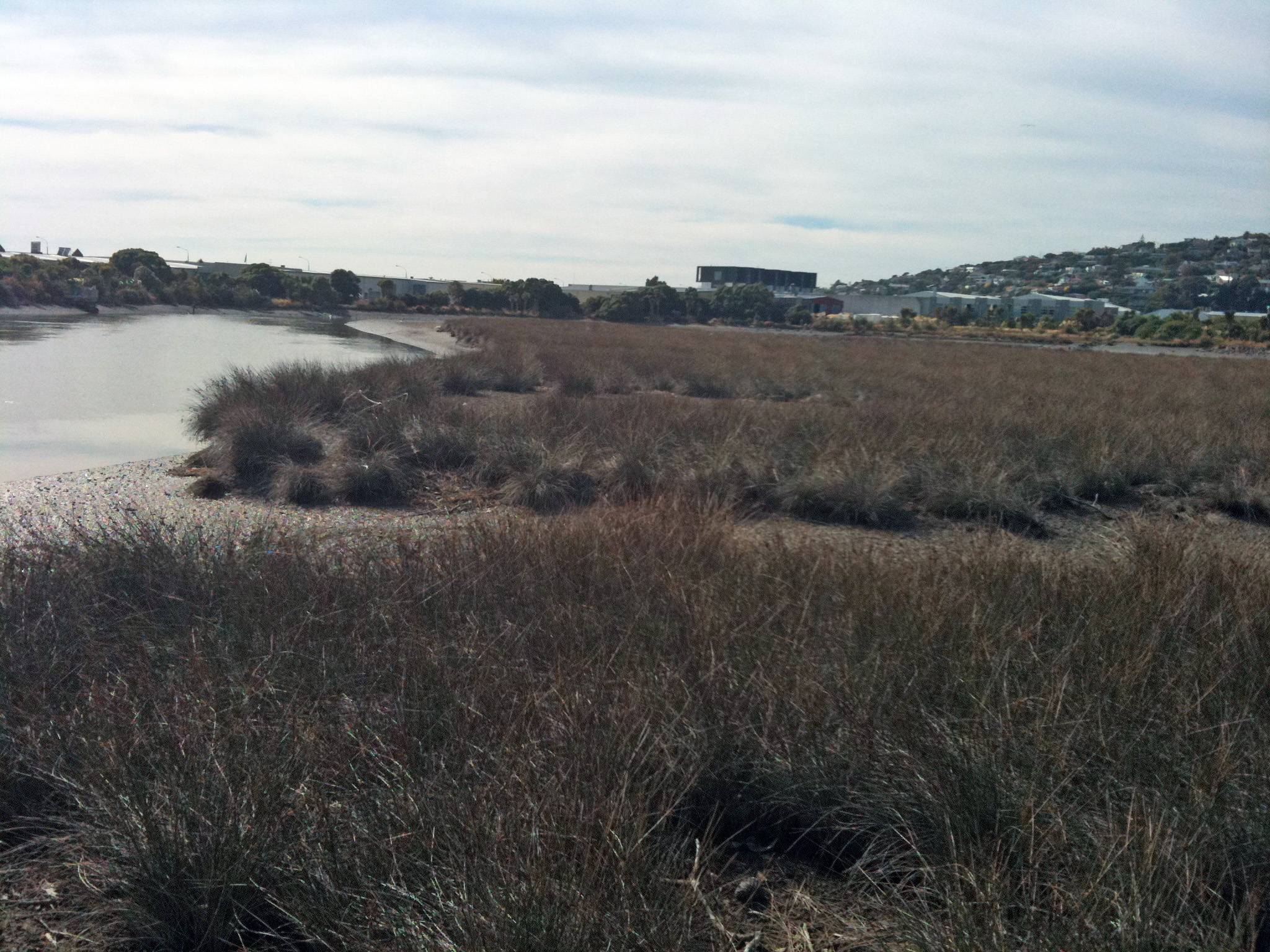
یک شورمانداب پای‌رودی در کنار رودخانهٔ هیث کد کرایست‌چرچ، نیوزیلند

شورمانداب در ساحل‌های کم انرژی، و مناطق معتدل، و سرزمین‌های قطبی به وجود می‌آیند. یک مانداب شور می‌تواند «پایدار» یا «در حال پدید آمدن»، و یا؛ اگر نرخ رسوب بیش از نرخ فرونشست باشد، «در حال فروکش» باشد. همهٔ این گونه کرانه‌ها پهنه‌ای دارند که از گِل یا شن و ماسه‌ای تشکیل شده‌است. این «پهنه» از رسوب موجود در آب رودخانه یا جریان جزر و مدی (که در این صورت پهنهٔ کشند خوانده می‌شود) تغذیه می‌شود. این پهنه‌ها معمولاً دارای گونه‌ای از پناه، پای‌رود یا دیواره، مانند سدهای خاکی، خاک ریز ویا جزیره‌های سدّی نیز هستند. در مناطق استوایی و شبه استوایی، این پناه را کرناها (مانگرو) به وجود می‌آورند که دربارهٔ شورمانداب، گیاهان علفی جای خود را به گیاهان شورزی داده‌اند

بیشتر شوره‌زارهای ساحلی مکان‌نگاری (توپوگرافی) نشده‌اند ولی پهناوری نمک‌زارها آن‌ها را در سطح گسترده‌ای مورد توجه و بازدید عمومی قرار داده‌است. شکل‌های هندسی گوناگونی که باتلاق‌های نمک دارند بر اساس تنظیمات فیزیکی و ژئومورفولوژی زمین‌های مختلفی که آن‌ها را در میان گرفته‌اند شکل گرفته‌است. 

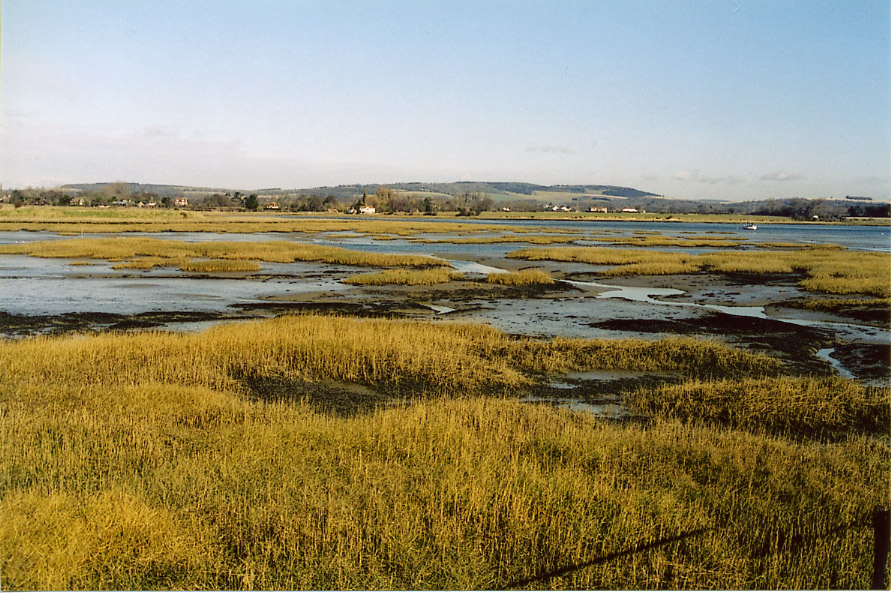
مانداب شور بوشام در بندرگاه چیچسترانگلستان- ۲۰۰۳/۲/۵

 این گونه شکل‌ها شامل مرداب‌های دلتایی، دهانه رودخانه‌ای، پشت مانع، ساحل باز، سدهای خاکی و باتلاق‌های شکل گرفته در زمین‌های آب گرفته (ریا) هستند. نام مانداب‌های دلتایی با رودخانه‌های بزرگی که در آن‌ها جریان می‌یابد در کنار هم قرار دارند؛ در جنوب اروپا مانند کامارگوی فرانسه در دلتای رون یا دلتای ایبرو در اسپانیا، و همچنین دلتای گسترده در رودخانه‌های می‌سی‌سی‌پی در ایالات متحده است. در نیوزیلند، باتلاق‌های نمک در سر مصب مناطقی که امواج کم و رسوب بالا وجود دارد رخ می‌دهد. چنین باتلاق‌هایی در پارک منطقه‌ای اوهیتو در اوکلند، در خور نورث ماناواتو و نیز در خور آون هیث کوت در کرایستچرچ قرار دارند. باتلاق‌هایی که پشت حصارها وموانع قرار دارند در برابر دیگر شدن شکل حصاری که در پشت آن به وجود آمده‌اند (سوی خشکی آن حصار) حساس‌اند. مانداب‌های دلتایی در امتداد بسیاری از سواحل شرقی ایالات متحده و جزایر فریزی دیده می‌شوند. در پناه خاک ریزهای وسیع و کم عمق ساحلی نمونه‌های زیادی از مانداب‌های آب شور مانند خلیج مورکامبل و پورتسموث در بریتانیا و خلیج فاندی در شمال آمریکا قرار دارند.
باتلاق‌های نمکی گاهی با دریاچه‌ها در هم آمیخته‌اند و تفاوت‌ها برجسته نیستند. برای مثال، تالاب ونیزی در ایتالیا، از گونه‌هایی از جانداران و موجودات زنده ویژهٔ این بوم‌سازگان به وجود آمده‌است. آن‌ها تأثیر بزرگی بر تنوع زیستی منطقه دارند.

## چگونگی پدید آمدن مانداب شور
در آغاز انرژی جزرومدی، آب دریا را بر پهنه‌های کشند در کناره‌های ساحلی رفت و برگشت می‌دهد. بعضی از این کرانه‌ها می‌توانند به نحوی مقداری از رسوب‌های آب دریا را در خود نگهدارند و رفته رفته بر ارتفاع خود نسبت به سطح دریا بیفزایند. از این پس نرخ و مدت زمان جاری شدن سیل جزر و مدی کاهش می‌یابد به‌طوری‌که پوشش گیاهی می‌تواند کلنی‌های خود را بر روی آن برپا کند. ورود پروپاگول‌ها از گونه‌های پیش‌آهنگ مانند دانه یا پاره‌ای از زمین‌ساقهها با یافتن شرایط مناسب برای جوانه زنی و استقرار آن‌ها در روند کلنی ترکیب شده‌است. هنگامی که رودخانه‌ها و نهرها به شیب ملایم پهنه‌های کشندی می‌رسند، نرخ دبی کاهش می‌یابد و رسوب معلق در آن‌ها با کمک موج رو به افزایش برکشند، بر روی پهنه‌های کشندی ته‌نشین می‌شود. تشک جلبک سیانوباکتر رشته‌ای می‌تواند گل و لای و خاک رس و ذرات رسوب را به غلاف‌های چسبنده خود در تماس با آن‌ها برباید که این خود می‌تواند مقاومت مرداب را در برابر فرسایش رسوب‌هایش افزایش دهد. این روند، همراه با افزایش رسوب، به فرایند انسجام و به هم پیوستگی خاک کمک می‌کند تا زمینه را برای رشد و ریشه گرفتن گونه‌هایی مانند قلیا آماده کند. این گونه‌های گیاهی رسوبی را که آب در هنگام برکشند با خود آورده با ساقه‌ها و برگ‌های خود به دام انداخته و از بازگشت آن‌ها به دریا در هنگام برون کشند جلوگیری می‌کنند. از این راه تپه‌های گل آلودی که غلظت و برجستگی بیشتری نسبت به سطح آب دارند پدید می‌آیند و توسط شبکهٔ ریشه‌های زیر سطحی به هم متصل و یکپارچه می‌شوند. برپایی یک تراس رسوبی و رشد سریع تر بلندی، با کاهش سریع عمق پیش‌روی و مدت ماندگاری سیلاب‌های جزرومدی همراه است. در نتیجه، رقابت‌های گونه‌های گیاهی، میان آنهایی که دریا را ترجیح می‌دهند یا ارتفاعات بالاتر را، یک توالی در حال پیشرفت از جوامع گیاهی شکل می‌گیرد.

## سیل کشندی و پهنه بندی پوشش‌های گیاهی
شوره‌زارهای ساحلی را می‌توان به خاطر حضور روزانهٔ جریان جزر و مدی که به‌طور مداوم در آن‌ها رخ می‌دهد و منطقه را دچار آب گرفتگی می‌کند از زیستگاه‌های زمینی متمایز دانست. این فرایند مهمی در ارائه رسوبات، مواد مغذی و آب کارخانه به باتلاق است. در آن قسمت از باتلاق که از سطح دریا ارتفاع بالاتری دارد، جریان جزر و مدی بسیار کمتری وجود دارد، و در نتیجه میزان شوری پایین‌تر است. شوری خاک در جاهای کم ارتفاع تر باتلاق؛ به دلیل برقراری روزانهٔ جریان جزر و مدی تااندازه‌ای ثابت است و برابر با شوری آب دریا است. با این حال، در منطقهٔ بلندتر مانداب، در نتیجهٔ جاری شدن سیل و تغییرات مکرر آب و هوا شوری کمتری را نشان می‌دهد. هنگام بارش باران شوری می‌تواند کاهش یابد و تبخیر در طول دوره‌ای که هوا خشک است می‌تواند شوری را افزایش دهد. در نتیجه، زیستگاه محیطی کوچکی با جمعیتی از گونه‌های مختلف گیاهان و جانوران وابسته به توانایی‌های فیزیولوژیکی مختلف در آنجا وجود دارد. فلورای یک تالاب شور با توجه به میزان تحمل شوری گیاهان مختلفی که در آنجا حضور دارند شکل گرفته‌است. پوشش گیاهی موجود در آب شورمانداب (در منطقهٔ پایین) باید توانایی زنده ماندن در محیطی با غلظت نمک بالا، غوطه‌ور شدن دوره‌ای، و تحمل مقدار مشخصی از حرکت آب را داشته باشد، در حالی که گیاهان بیشتر داخلی در مانداب می‌توانند گاهی دوران خشک، و وضعیت کم بودن مواد مغذی را تجربه کنند.
شوره‌زارهای ساحلی در ایالت‌های نیو انگلند آمریکا در معرض تأثیرات جزر و مدی قوی قرار دارند و به همین دلیل الگوهای کاملاً متمایزی از پهنه بندی پوشش‌های گیاهی را به نمایش می‌گذارند. در منطقه‌های باتلاقی کم ارتفاعی که جاری شدن سیل جزر و مدی شدت بیشتری دارند تک‌کشتی از cordgrass نرم، Spartina alterniflora بر منطقه چیره می‌شود و پس از آن به طرف خشکی منطقهٔ یونجه نمکی آغاز می‌شود. گونۀ Spartina patens، black rush، Juncus gerardii و درختچۀ Iva frutescens به ترتیب دیده می‌شوند. این گونه‌های گیاهی بر اساس مقاومت‌های مختلف آن‌ها در برابر شوری در طول شورمانداب هرکدام مناسب‌ترین جا را برای خود برگزیده‌اند.